# يان غونزاليس
يان غونزاليس (بالإسبانية: Ian González Nieto)‏ (11 فبراير 1993 مدريد إسبانيا - ) هو لاعب كرة قدم إسباني يلعب كمهاجم.

## روابط خارجية
- يان غونزاليس على موقع قاعدة بيانات كرة القدم.إي يو (الإنجليزية)
- يان غونزاليس على موقع Soccerway.com (الإنجليزية)
- يان غونزاليس على موقع AS.com (الإسبانية)